# بوب روبرتس (لاعب كرة قدم)
بوب روبرتس (بالإنجليزية: Bob Roberts)‏ (1 يناير 1863 في المملكة المتحدة - 24 مارس 1950 في المملكة المتحدة) هو لاعب كرة قدم بريطاني (وحمل سابقاً جنسية المملكة المتحدة لبريطانيا العظمى وأيرلندا) في مركز حراسة المرمى. شارك مع منتخب ويلز لكرة القدم. أما مع النوادي، فقد لعب مع نادي ريكسهام.

## وصلات خارجية
- بوب روبرتس على موقع قاعدة بيانات كرة القدم.إي يو (الإنجليزية)